# Phillip Thomas
Phillip Thomas (Bakersfield, 1º marzo 1989) è un giocatore di football americano statunitense che gioca nel ruolo di safety per i Buffalo Bills della National Football League (NFL). Fu scelto nel corso del quarto giro (119º assoluto) del Draft NFL 2013 dai Washington Redskins. Al college ha giocato a football all’Università statale di Fresno venendo premiato unanimemente come All-American.

## Carriera professionistica

### Washington Redskins
Thomas fu scelto nel corso del quarto giro del Draft 2013 dai Washington Redskins, perdendo tutta la sua prima stagione per infortunio. L'anno seguente disputò otto partite, di cui 24 come titolare, con 27 tackle.

### Miami Dolphins
Il 15 agosto 2015, Thomas firmò coi Miami Dolphins, venendo svincolato 15 giorni dopo.

### Buffalo Bills
Il 30 dicembre 2015, Thomas firmò con la squadra di allenamento dei Buffalo Bills.

## Statistiche
| Partite totali      | 8  |
| Partite da titolare | 4  |
| Tackle              | 27 |
| Sack                | 0  |
| Intercetti          | 0  |